# 4-idrossibenzaldeide deidrogenasi
La 4-idrossibenzaldeide deidrogenasi è un enzima appartenente alla classe delle ossidoreduttasi, che catalizza la seguente reazione:
4-idrossibenzaldeide + NAD+ + H2O ⇄ 4-idrossibenzoato + NADH + 2 H+
L'enzima è coinvolto nella via di degradazione del toluene nel batterio Pseudomonas mendocina. 